# Aeropuerto El Caraño

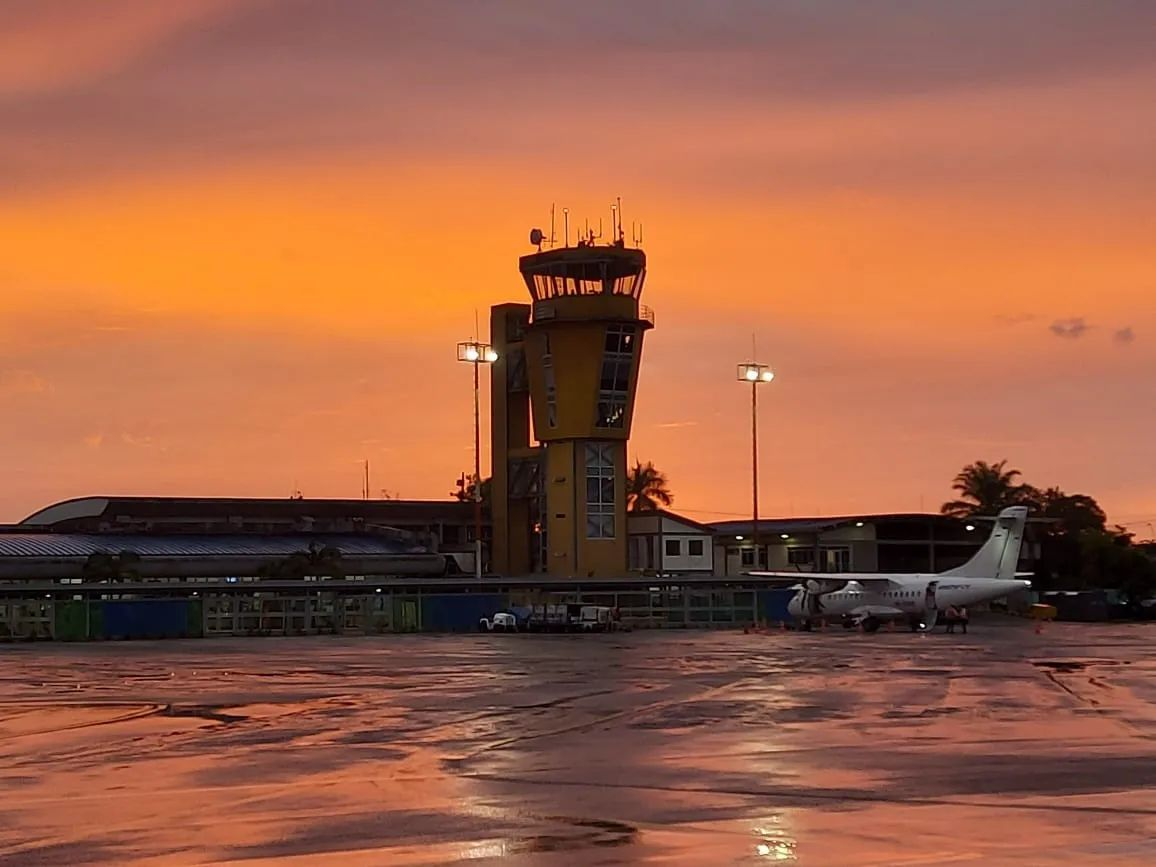
Plataforma del Aeropuerto El Caraño.

El Aeropuerto Álvaro Rey Zuñiga o Aeropuerto El Caraño se encuentra ubicado a 2 km de la ciudad de Quibdó, Chocó, Colombia. Operan en él las aerolíneas Aexpa, TAC Colombia, EasyFly, Satena
El aeropuerto El Caraño cuenta con un centro de servicios aeroportuarios desde mediados de 2017 con más de 50 tiendas comerciales, plazoleta de comidas, de entretenimientos y más, aparte de esto contará con un hotel de 50 habitaciones y con una biblioteca pública.
 En junio de 2018 abrió en sus instalaciones un cine de cuatro salas, el único en toda la ciudad y el primer cine ubicado en un aeropuerto en Colombia.
Desde El Caraño se operan vuelos regionales hacia Bogotá, Medellín y el Pacífico colombiano. Su tráfico de pasajeros es mayormente de viajeros vinculados a la actividad minera y de turismo ecológico. Así como de residentes que se desplazan a Medellín en busca de servicios médicos, hacer compras, entre otros. 
En las últimas décadas el turismo se ha convertido en una fuente menor de ingresos. El turismo de naturaleza y ecoturismo, es tal vez el mayor potencial económico de esta región, siempre y cuando se haga de manera sostenible. Este sector viene creciendo de manera importante, mejorando las condiciones de vida de algunas regiones.
El departamento del Chocó ofrece innumerables atractivos turísticos desde el punto de vista natural, cultural y científico. Entre los principales lugares de interés turístico sobresalen los parques nacionales naturales Los Katíos, Utría y Tatamá. Selvas y playas vírgenes ofrecen a sus visitantes la flora y la fauna más exóticas del trópico: manglares con hábitat exclusivos. De sus suelos de origen volcánico brotan manantiales termales que permiten compararse con ciertas zonas de Hawái. Sus tranquilas aguas permiten la práctica deportiva como el esquí, buceo, pesca y deportes de vela, entre otros.
En 2016 Quibdó recibió a 368,920 pasajeros, mientras que en 2017 recibió a 347,208 pasajeros según datos publicados por el Grupo Aeroportuario del Sureste.

## Remodelación
A finales de 2009 el aeropuerto, junto con otros cinco aeropuertos, fue entregado en concesión al operador privado Air Plan, el operador realizará obras urgentes en el aeropuerto como el re-acondicionamiento total de la pista y calles de rodaje, iluminación de la pista, mejoramiento e imposición de nuevas radio ayudas, renovación y construcción de un nuevo terminal, renovación de la torre de control, entre otras.
Se construyó un nuevo Terminal aéreo que cuenta con sistema de aire acondicionado para salas de espera, equipos para extinción de incendios, terminal de carga, sistemas de seguridad perimetral, ampliación de plataforma y mantenimiento.
Está dotado de instrumentos de seguridad, como máquinas de rayos X para la inspección de equipajes, y cuenta con controles en las puertas de abordaje y en la sala de espera nacional.
Se construyó una nueva terminal de carga, paquetes, encomiendas y correo, con nueva subestación de energía; mantenimiento de la pista; nuevo sistema de iluminación PAPI; ampliación de la plataforma de la terminal de pasajeros; áreas de seguridad de extremo de pista (resa); iluminación vertical de la plataforma y el rediseño y cambio de luces de taxeo de plataforma. 

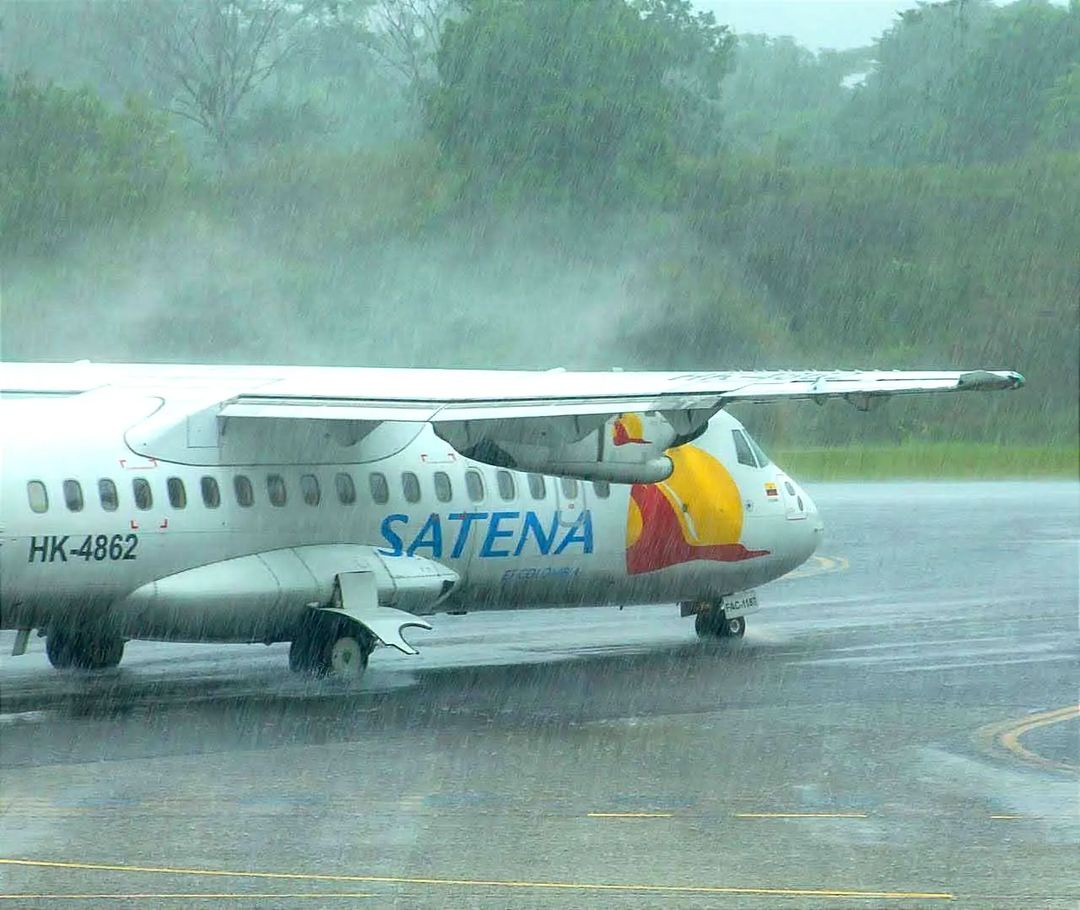
Rodando a pista 31 vía "alpha" para salida, bajo una intensa lluvia muy común en esta zona del país

## Segunda fase
La Agencia Nacional de Infraestructura (ANI) anunció inversiones por hasta 144.000 millones de pesos en obras en el aeropuerto El Caraño, de Quibdó, entre ellas la ampliación de la pista.
La ampliación de la pista, que pasará de 1.400 a 1.800 metros de longitud, permitirá la llegada de aviones más grandes, con capacidad para 180 pasajeros. Lo que quiere decir que al final de estas obras, el aeropuerto iba a contar con una más larga y ancha [1.800 x 45mts] ya que anteriormente contaba con 1.430 x 30mts; pero tras realizar diversos estudios, el concesionario Airplan decidió dejar la pista con tan solo 30 metros de ancho, es decir la pista será de 1.800 x 30mts
Según la ANI, entre las obras también se planea la ampliación del edificio del aeropuerto, que tendrá 1.800 metros cuadrados adicionales pasando de 2.500 a 4.300 metros cuadrados.
Por su parte el vicepresidente de Gestión Contractual de la ANI, Andrés Figueredo, afirmó que el concesionario presentó diseños fase 3 para estas nuevas obras y que la interventoría está haciendo los estudios correspondientes para que puedan firmar el próximo 18 de diciembre.
“Hay algo importante por resaltar y es la iniciativa del concesionario Airplan para construir un terminal de servicios aeroportuarios para la ciudad, que estaría conectado con el terminal aéreo y tendría un hotel, centro de convenciones, oficinas y una zona comercial, grandes superficies, zonas de recreación, con cines y juegos infantiles.

## Destinos

### Destinos nacionales
| Ciudad       | Nombre del aeropuerto                           | Aerolíneas                               | Aeronaves                              | Frecuencias semanales |
| ------------ | ----------------------------------------------- | ---------------------------------------- | -------------------------------------- | --------------------- |
| Bogotá       | Aeropuerto Internacional El Dorado              | Avianca                                  | A320 - A319                            | 3                     |
| Bogotá       | Terminal Puente Aéreo-El Dorado                 | Clic Air / Satena                        | ATR 42 ERJ145 - ATR 42                 | 21                    |
| Medellín     | Aeropuerto Olaya Herrera                        | Clic Air Satena                          | ATR42 / ATR 42 ERJ145                  | 56                    |
| Cali         | Aeropuerto Internacional Alfonso Bonilla Aragón | Clic Air                                 | ATR 42                                 | 7                     |
| Nuqui        | Aeropuerto Reyes Murillo                        | Searca                                   | Let L-410 Turbolet                     | 1                     |
| Bahía Solano | Aeropuerto José Celestino Mutis                 | Clic Air / Pacífica de Aviación / Searca | ATR 42 / Cessna C402 / Beechcraft 1900 | 16                    |

### Estadísticas
Ver fuente y consulta Wikidata.

## Aerolíneas que cesaron operación
Aerolíneas Operativas
- Avianca
  - Medellín / Aeropuerto Olaya Herrera

- LATAM Colombia
  - Bogotá / Aeropuerto Internacional El Dorado
  - Medellín / Aeropuerto Olaya Herrera

Aerolíneas Extintas
- ACES Colombia
  - Bogotá / Aeropuerto Internacional El Dorado
  - Medellín / Aeropuerto Olaya Herrera

- Aerolínea de Antioquia
  - Cali / Aeropuerto Internacional Alfonso Bonilla Aragón
  - Medellín / Aeropuerto Olaya Herrera
  - Pereira / Aeropuerto Internacional Matecaña

- West Caribbean Airways
  - Cali / Aeropuerto Internacional Alfonso Bonilla Aragón
  - Medellín / Aeropuerto Olaya Herrera

## Aeronaves comerciales
- EasyFlyEl 3 de septiembre de 2021, Zara Rutherford quien se convirtió en la piloto más joven en dar la vuelta al mundo en solitario, hizo su paso por el Aeropuerto El Caraño
  - ATR 42-500
  - ATR 42-600
  - ATR 72-600

- Sarpa
  - BAe Jetstream 32
  - ERJ-145

- Satena
  - ATR 42-500
  - ATR 42-600
  - ERJ-145
  - ATR 72-600

- Searca (Chárter)
  - LET L-410 Turbolet
  - Beechcraft 1900D
  - Hawker 400

- TAC Colombia
  - Let L-410 Turbolet

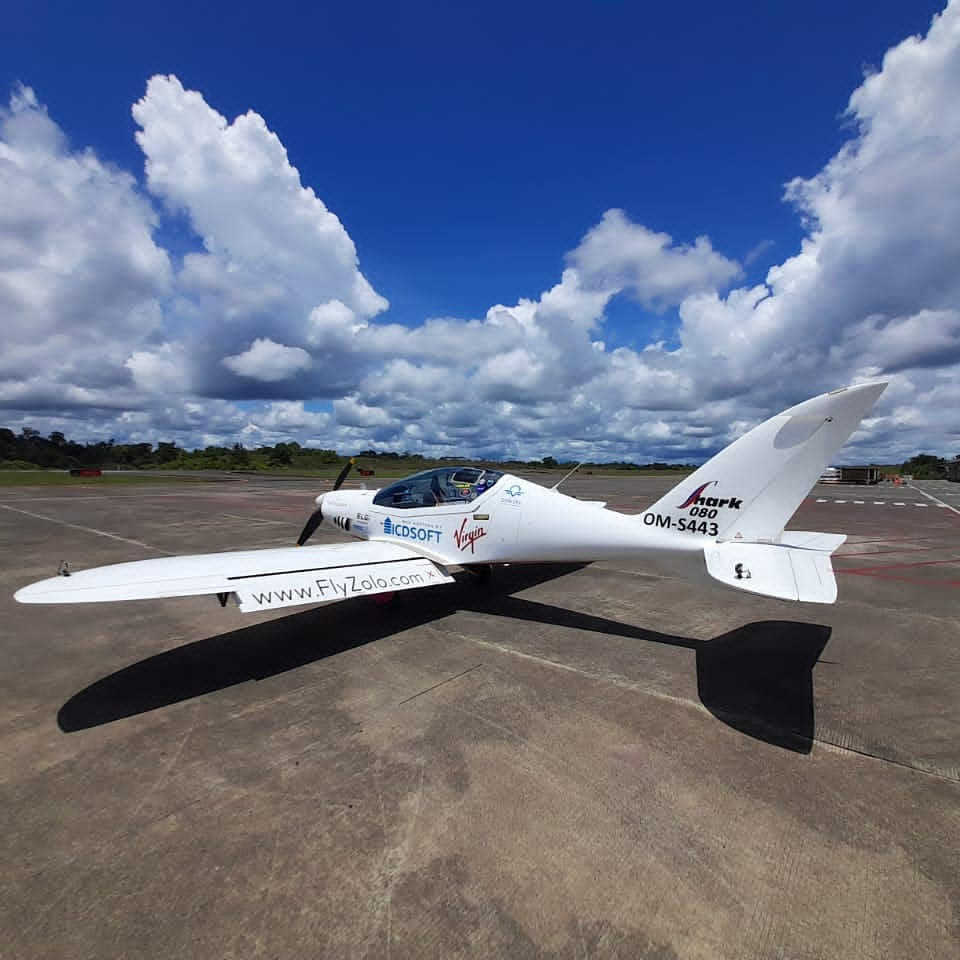
El 3 de septiembre de 2021, Zara Rutherford quien se convirtió en la piloto más joven en dar la vuelta al mundo en solitario, hizo su paso por el Aeropuerto El Caraño

- Pacifica de Aviación (Chárter)
  - Let L-410 Turbolet

- Llanera de Aviación (Chárter)
  - Cessna 208 Caravan
- Avianca
  - A320neo
  - A319

- Aérea
  - Cessna 402C

### Aeronaves de carga
- Líneas Aéreas Suramericanas
  - Boeing 737-300CF
- AerCaribe
  - Boeing 737-400
  - Antonov 32